# Port lotniczy San Sebastián
Port lotniczy San Sebastián (hiszp. Aeropuerto de San Sebastián, kod IATA: EAS, kod ICAO: LESO) – lotnisko położone 16 km od miasta San Sebastián w miejscowości Fuenterrabía w pobliżu granicy hiszpańsko-francuskiej. Port lotniczy został otwarty 22 sierpnia 1955 roku zarówno dla ruchu krajowego jak i międzynarodowego. 

## Infrastruktura
- 1 droga startowa 1754 × 45 metrów
- 1 terminal pasażerski z 5 stanowiskami do odprawy (check-in)
- Parking dla 233 samochodów osobowych

## Kierunki lotów i linie lotnicze
| Linia Lotnicza   | Kierunek                                                                   |
| ---------------- | -------------------------------------------------------------------------- |
| Binter Canarias  | 1. Gran Canaria                                                            |
| British Airways  | 1. Londyn-City                                                             |
| Iberia           | 1. Madryt                                                                  |
| Volotea          | Sezonowo: 1. Malaga 2. Menorka 3. Palma de Mallorca 4. Sewilla 5. Walencja |
| Vueling Airlines | 1. Barcelona                                                               |